# Кожуховская (деревня)
Кожуховская — деревня в Вилегодском муниципальном округе Архангельской области.

## География
Находится в юго-восточной части Архангельской области на расстоянии приблизительно 11 км на запад-северо-запад по прямой от административного центра района села Ильинско-Подомское.

## История
Была отмечена деревня еще в 1710 году как починок с двумя пустыми дворами. В 1859 году здесь (деревня Сольвычегодского уезда Вологодской губернии) было учтено 4 двора. До 2020 года входила в состав Ильинского сельского поселения до его упразднения.

## Население
Численность населения: 0 человек (1710 год), 36 (1859), 2 (русские 100 %) в 2002 году, 5 в 2010.